# Jan Oetjen

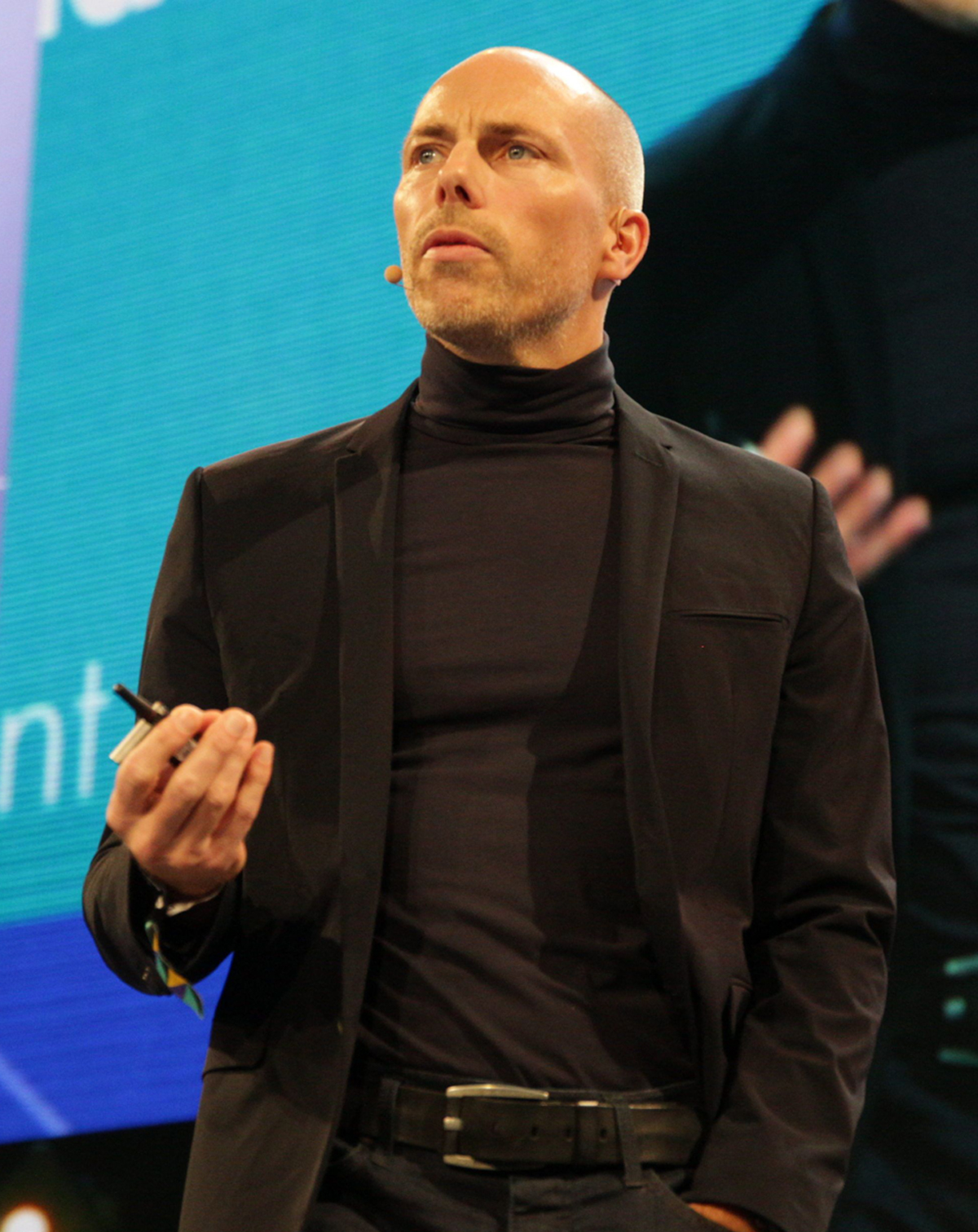
Jan Oetjen spricht auf der Veranstaltung Online Marketing Rockstars im März 2018

Jan Oetjen (* 25. Dezember 1972 in Bremen) ist ein deutscher Manager. Er ist CEO von AVM, einem deutschen Hersteller von Produkten aus dem Bereich der Telekommunikation und Netzwerktechnik mit Sitz in Berlin. Zuvor war er Vorstandsvorsitzender der 1&1 Mail & Media Applications SE, die als Tochterfirma der United Internet AG deren Mail- und Portalgeschäft betreibt.  

## Beruflicher Werdegang
Jan Oetjen studierte Betriebswirtschaftslehre und Wirtschaftswissenschaften an der Universität in Oldenburg und in Baltimore, USA. Nach seinem Studium begann er 1998 seine Karriere als Berater und Projektleiter im Bereich E-Commerce der Otto Group. 2001 übernahm er den Bereich Corporate and Business Development von Travelocity Europe, einem Joint Venture der Otto Group und Sabre. Ab 2004 war er als Geschäftsführer der Travelocity Gruppe für die Aktivitäten des Online-Reiseanbieters lastminute.com zunächst in Frankreich und dann in Deutschland verantwortlich.
Seit 2008 leitete Oetjen das Portalgeschäft der 1&1 Mail & Media Applications SE. Dazu zählen die beiden größten deutschen E-Mail-Anbieter WEB.DE und GMX sowie seit 2010 der internationale E-Mail-Provider mail.com. Ebenfalls in seiner Verantwortung lag das Geschäft des Werbevermarkters United Internet Media. In Deutschland haben im Januar 2019 rund 39 Millionen Nutzer auf die Angebote des Vermarkters zugegriffen.
Am 30. September 2024 übernahm Oetjen als neuer CEO die Unternehmensführung von AVM und damit die Nachfolge von Johannes Nill, der bisher als CEO und Sprecher der Geschäftsführung tätig war.
Oetjen ist Unterzeichner der Charta zur Stärkung der vertrauenswürdigen Kommunikation, die am 18. November 2015 auf dem nationalen IT-Gipfel vorgestellt wurde. Gemeinsam mit dem Bundesministerium des Innern und dem BSI bekennen sich die Unterzeichner zur Förderung der Nutzerfreundlichkeit von Verschlüsselung, zur Technologieneutralität, zur Transparenz der eingesetzten Verfahren sowie zur Weiterentwicklung von Verfahren zur Ende-zu-Ende-Verschlüsselung. Unter Leitung von Oetjen haben WEB.DE und GMX im August 2015 eine stark vereinfachte Implementierung von Pretty Good Privacy (PGP) als Methode der Ende-zu-Ende-Verschlüsselung eingeführt. Im November 2017 folgte die Verschlüsselung des Cloud-Speichers, ebenfalls mit einfacher Bedienung.
Im Vorfeld zum Inkrafttreten der EU-Datenschutz-Grundverordnung trat Oetjen im Februar 2016 in einer öffentlichen Anhörung im Bundestag als Experte auf. Er warnte vor einem inflationären Gebrauch der Einwilligungserklärungen (Opt-ins) und argumentierte für eine gesetzliche Plattformneutralität, um den Vorsprung der US-Konzerne bei Big Data auszugleichen.
Oetjen zählt zu den Gründern der European netID Foundation, die das Ziel verfolgt, mit dem Single-Sign-on-Standard netID eine offene europäische Alternative zu den US-Plattformen zu etablieren.

## Privatleben
Jan Oetjen ist verheiratet und hat zwei Kinder. Er ist begeisterter Windsurfer und Rennradfahrer.